# سکینه (قرآن)
سکینه (انگلیسی: Sakina)، از ریشه «سکن» به معنای استقرار و ثبات در برابر حرکت است. و به آرامش روان آدمی و رفع نگرانی، اضطراب و تشویش از او رهنمون می‌شود.

## تعریفاصطلاحی
علی بن محمد جرجانی در تعریف اصطلاحی سکینه می‌گوید: نوری در قلب انسان است که در مواجهه با امور غیبی، به انسان ثبات و آرامش می‌بخشد.

## قرآن
واژه قرآنی «سکینه» تنها شش بار در سه سورهٔ قرآن به کار رفته‌است. مفسران مسلمان و مترجمان قرآن، این واژه را غالباً به معنای «آرامش و طمأنینه»، مطابق با ریشهٔ لغوی آن «سکن» دانسته‌اند.

## روح الهی
سید محمدحسین طباطبایی، منظور از سکینه را در آیه «إِنَّ آیَةَ مُلْکِهِ أَنْ یَأْتِیَکُمُ التَّابُوتُ فیهِ سَکینَةٌ مِنْ رَبِّکُمْ بقره ۲۴۸»، روحی الهی می‌داند که به قلب انسان، آرامش و به جان آدمی، استقرار و ثبات می‌بخشد. این روح الهی، مرتبه‌ای از کمالات نفس انسانی و جلوه‌ای از روح ایمان است.